# Veldspoor

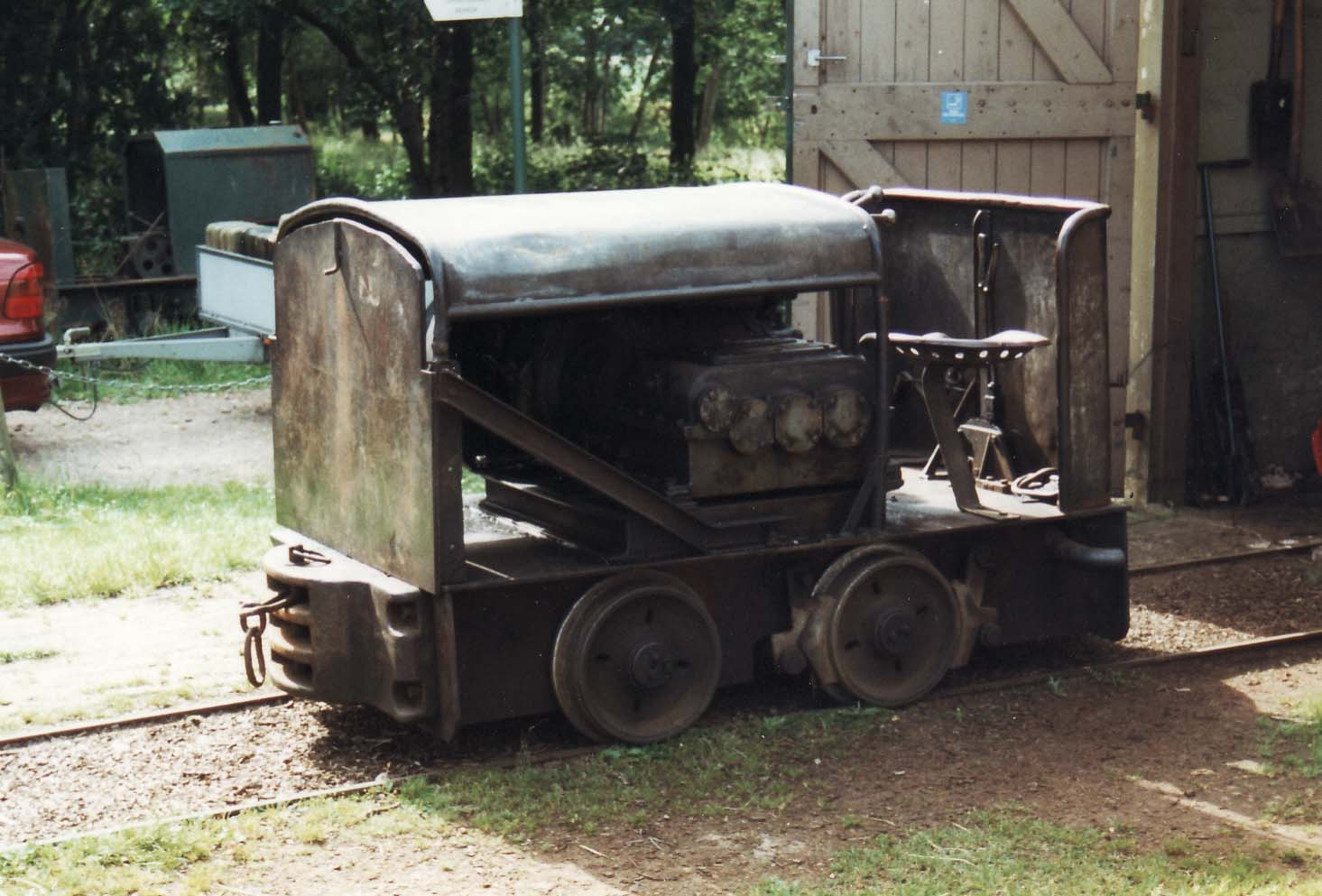
Diesellocomotief Hatlapa 9

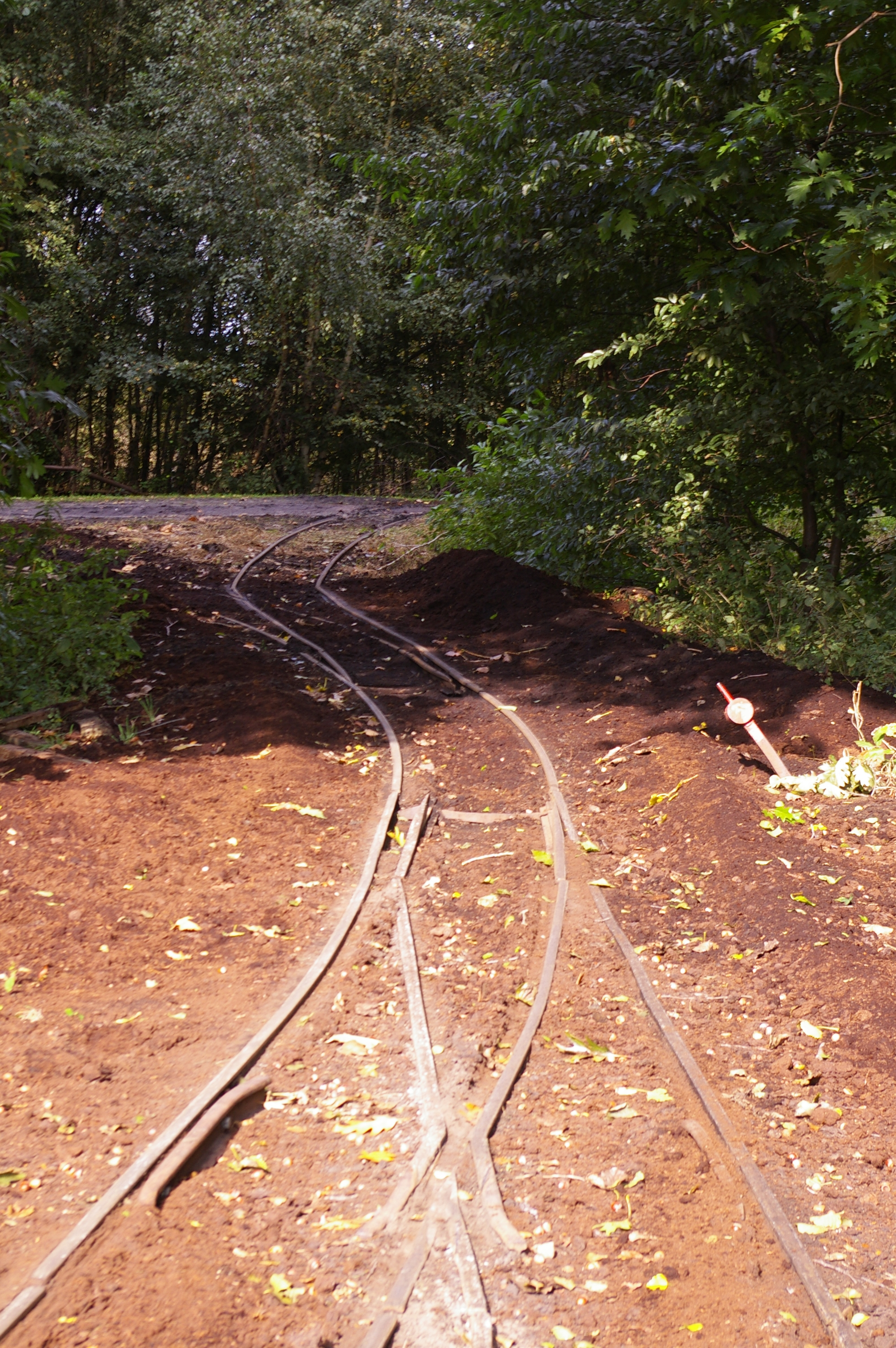
Voorbeeld van de ligging van het spoor

Een veldspoor, in bosomgevingen ook bosspoor genoemd, is een specifieke toepassing van smalspoorwegen die vooral gebruikt werd voor transport in de landbouw, bosbouw, industrie en aanvoer van grondstoffen zoals klei, turf, hout, grind en zand. Meestal wordt het transport uitgevoerd met behulp van lorries. Veldspoor was bijna uitsluitend voor goederentransport en is derhalve geen infrastructuur voor een openbaarvervoersysteem.

## Geschiedenis
Smalspoor is al oud. Voor transport van bijvoorbeeld steenkool in mijnen werden al in de 18e eeuw wagons ontwikkeld die op houten rails reden. Deze rails lagen op houten bielzen, de wagentjes werden "hond" genoemd.
Het gebruik van veldspoor brak pas goed door na de uitvinding van de "draagbare spoorweg" door de Franse boer Paul Decauville in 1875, die na succesvolle introductie op zijn eigen boerderij vervolgens een fabriek oprichtte voor massaproductie van dit systeem, dat in vele landen werd gekopieerd, onder meer door Orenstein & Koppel in Duitsland en Spoorijzer in Nederland.
Tegenwoordig wordt er haast geen veldspoor meer gebruikt, het transport van goederen vindt nu vaak met vrachtautos plaats. Alleen daar waar de bodemgesteldheid het niet toelaat is nog veldspoor in gebruik, zoals bij de verveenderijen in Duitsland, of bij tunnelbouw en in de mijnbouw. In binnen- en buitenland zijn er diverse musea waar het veldspoormaterieel verzameld en daarmee voor de toekomst bewaard wordt. Het Industrieel Smalspoor Museum in Erica is voor een groot deel aan veldspoor gewijd.

## Bovenbouw
De spoorwijdte ligt veelal tussen de 400 en 1000 mm, waarbij in Nederland de meestvoorkomende spoorwijdten 600, 650, 700 en 900 mm zijn. Toch heeft er in Nederland ook één lijn bestaan van 350mm. De bovenbouw (rails en biels) varieert van licht materiaal, waarbij het railraam door twee personen gedragen en gelegd kan worden en vaak zonder onderbouw provisorisch gelegd wordt. Dit in tegenstelling tot zwaar materiaal dat ingebed is, en waarop met zware lasten gereden kan worden. Krappe bogen maken het mogelijk om een gunstig spoorverloop te volgen in moeilijk terrein zonder dure ingrepen en kunstwerken (bruggen e.d.). Wissels en draaischijven moesten in het algemeen met de hand bediend worden.

## Materieel
Er werden en worden eenvoudige en robuuste voertuigen of lorries gebruikt, vaak waren dit producten uit kleine series of zelfbouw. In het begin werden de wagens door paarden getrokken maar ook wel door mensen geduwd, later (in de 19e eeuw) kwamen er locomotieven in gebruik. Eerst werden er stoomlocomotieven gebruikt, maar toen er (in de 20e eeuw) betrouwbare dieselmotoren kwamen werden de locomotieven hiermee uitgevoerd. Het voordeel van deze locomotieven was dat er voor de bediening maar één persoon nodig was en dat de loc niet op stoom hoefde te komen en dus op elk gewenst moment gebruikt kon worden. Ook werden er locomotieven door elektromotoren (accu of bovenleiding) aangedreven, dit vooral in de mijnbouw waar geen uitlaatgassen mogen vrijkomen. Door de lage snelheden van de locomotieven was er geen beveiliging nodig, het rijden op zicht was gewoonte. Soms was er bij het kruisen van grote straten een bel en/of lichtsignaal aanwezig.

## Toepassingen

### Aannemersspoor
Zoals gebruikt in de aannemerij, bijvoorbeeld bij de aanleg van kanalen en autosnelwegen en dijken, bijvoorbeeld de Afsluitdijk.
Bij de opbouw van het zendstation Radio Kootwijk werd van 1918 tot 1924 gebruikgemaakt van een smalspoor tussen het zendstation en halte Assel voor de aanvoer van materialen. Later ging het goederenvervoer over normaalspoor, en wel in verbinding met het westelijker gelegen station Kootwijk.

### Baksteen- en dakpannenindustrie (steenfabrieken)

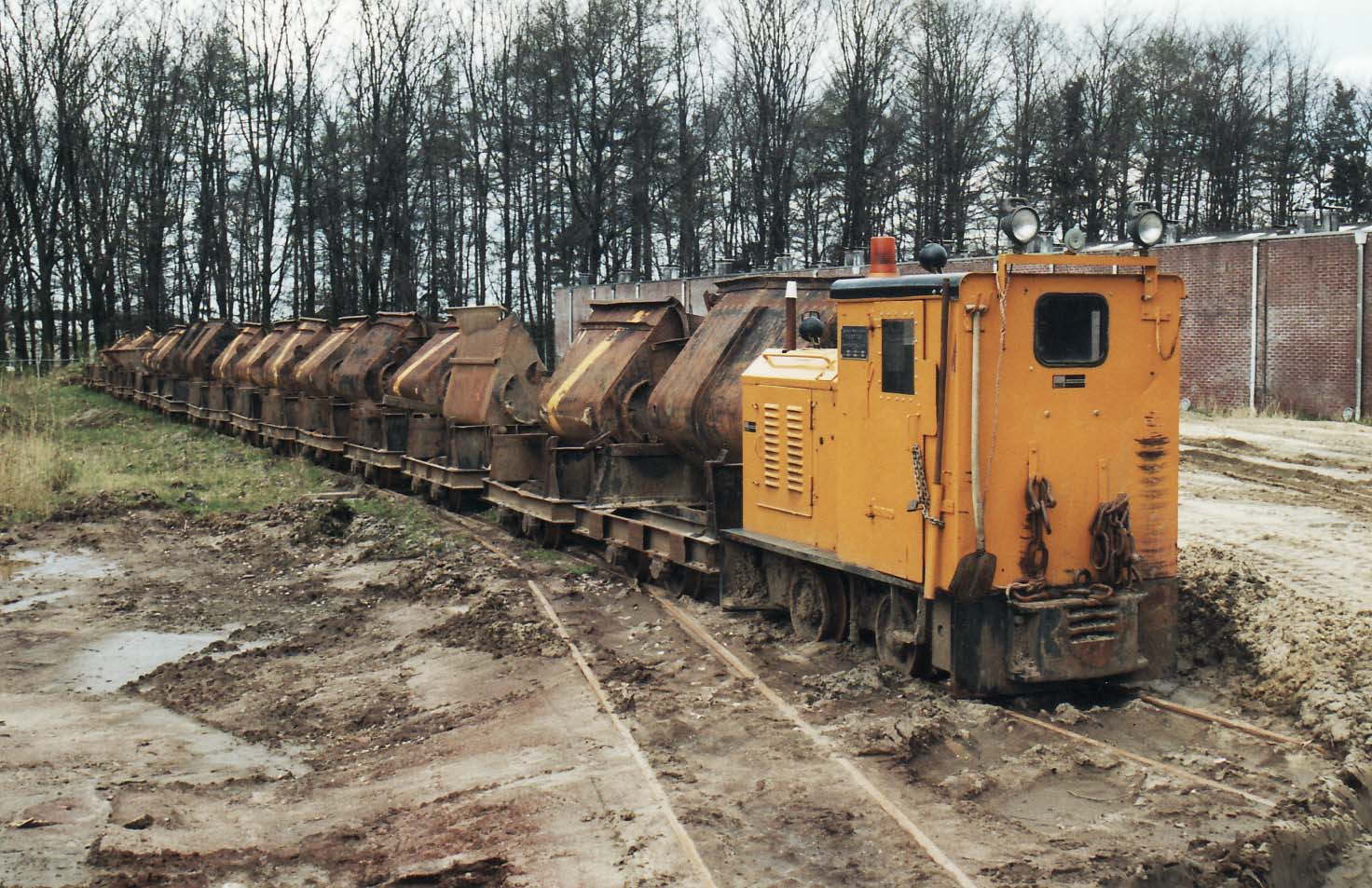
Lorries bij steenfabriek De Vlijt, Winterswijk

Op grote schaal is in de uiterwaarden langs de Nederlandse grote rivieren klei gewonnen ten behoeve van de fabricage van bouwkeramiek, maar ook in de Achterhoek en in de knipkleigebieden van Groningen. Tegenwoordig zijn museale voorbeelden te vinden bij de Gelderse Smalspoor Stichting, Museum steenfabriek De Werklust, Stichting Rijssens Leemspoor en Stichting Veldspoor Bij Tegelen zijn er nog tunnels, bij Winsum is er nog rails op een steiger, nabij Biessum is er nog een tunnel, nabij Winterswijk is er restant van de rails op de Driemarkweg. Bij Losser is ook een steenfabriekmuseum, met een smalspoor dat ook langs een weg gaat.

### Bosspoor
Met name Staatsbosbeheer had decennialang bossporen in gebruik. Maar ook particulieren gebruikten het om hout, arbeiders en gasten te vervoeren. In de bossen bij Nunspeet was een groot netwerk, en ook op de landgoederen Bornia en Heidestein bij Zeist.
In België was er een Decauville-bosspoor in het Zoniënwoud.

### Industrie in het algemeen
Tot ver in de eerste helft van de 20e eeuw speelde veldspoor een grote rol in het interne transport in en rond fabrieken. Met de komst van de veel flexibeler en efficiëntere vorkheftruck is het industriële smalspoor zo goed als verdwenen. Bij de voormalige locatie van een houthandel in Ulft waren lange tijd lorries in gebruik. Het spoor ligt er nog steeds.

### Landbouw
Veldspoor werd vroeger veel toegepast in land- en tuinbouw.
Voor het oogsten van suikerriet zijn er uitgebreide smalspoornetwerken van duizenden kilometers lang in:
- Queensland, Australië (4000 km).

- Qurna in Egypte, aan de westelijke Nijloever tegenover Luxor.
- In Taiwan was er 3000 km; de laatste lijn zou inactief zijn sinds 2015, maar in 2022, 2023 en 2024 werd er toch weer gereden.[3]Er zijn ook museumlijnen.

Ook op Java in Indonesië waren en zijn er veel suikerfabrieken met smalspoorlijnen/Decauville-sporen. Sommige gebruiken nog steeds stoomlocomotieven. Diverse fabrieken zijn verdwenen, of hebben alleen nog treinen op of bij de fabriek, maar er zijn ook nog enkele netwerken actief; de grootse is bij Semboro, en dat sluit aan op het netwerk van Jatiroto.

### Mijnbouw
De mijnbouw is praktisch gesproken de eerste toepassing van spoorwegen in het algemeen. Ook in de Limburgse mijnen was er "veldspoor", eigenlijk smalspoor dus.

### Militair veldspoor

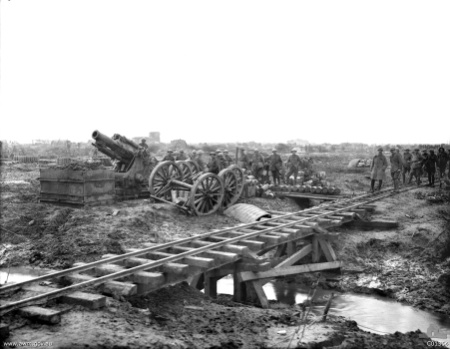
Houwitser met granaten, aangevoerd over de spoorlijn op de voorgrond.

Het hoogtepunt van militair veldspoor was in de Eerste Wereldoorlog, tijdens welke duizenden kilometers smalspoor in voornamelijk 600 mm spoorwijdte werden aangelegd.
- De voornamelijk aan het Duitse Oostfront gebruikte smalspoorwegen heetten Heeresfeldbahn. Een voorbeeld is de spoorlijn Stende-Ventspils in Koerland.
- Aan het westelijk front, in de loopgraven in België en Frankrijk, de zogenoemde trench railways.

Er is een stukje van een oorspronkelijk militaire lijn overgebleven als museumlijn: de Petit Train de la Haute Somme. (Froissy Dompiere light railway, stoomtrein, 600mm spoorbreedte, 7km lang.
- In Frankrijk als kazemattenspoorweg in de Maginotlinie, en als aanvoerlijn (bijvoorbeeld de Voie Sacrée). Deze systemen zijn onder andere gebouwd als Système Péchot, een door de Franse kolonel Péchot doorontwikkelde variant van het Decauvillesysteem.
- Door Groot-Brittannië als War Department Light Railways.
- Te Harskamp is er 40 kilometer veldspoor geweest op militair terrein.

### Parkspoorlijnen
Voorbeelden zijn de Amsteltrein in het Amstelpark in Amsterdam-Zuid, en een smalspoorlijntje in de voormalige Flevohof in Biddinghuizen, na het faillissement van de Flevohof in 1994 voortgezet als de Walibi Express door familiepretpark Walibi Holland. Het Discovery Museum, voormalig Industrion, in Kerkrade had in de jaren 90 een veldspoorbaan. De Efteling Stoomtrein Maatschappij mag niet in deze rij ontbreken maar gezien de zwaarte van het spoor is dit eigenlijk geen veldspoor meer.

### Trümmerbahn
In de nasleep van de Tweede Wereldoorlog werden de zogenoemde Trümmerbahnen gebruikt om het vele puin af te voeren van gebombardeerde steden. Deze werden voornamelijk in Duitsland, maar ook in de Nederlandse steden Arnhem, Hengelo (Ov), Nijmegen en Tiel gebruikt.

### Veenontginningen

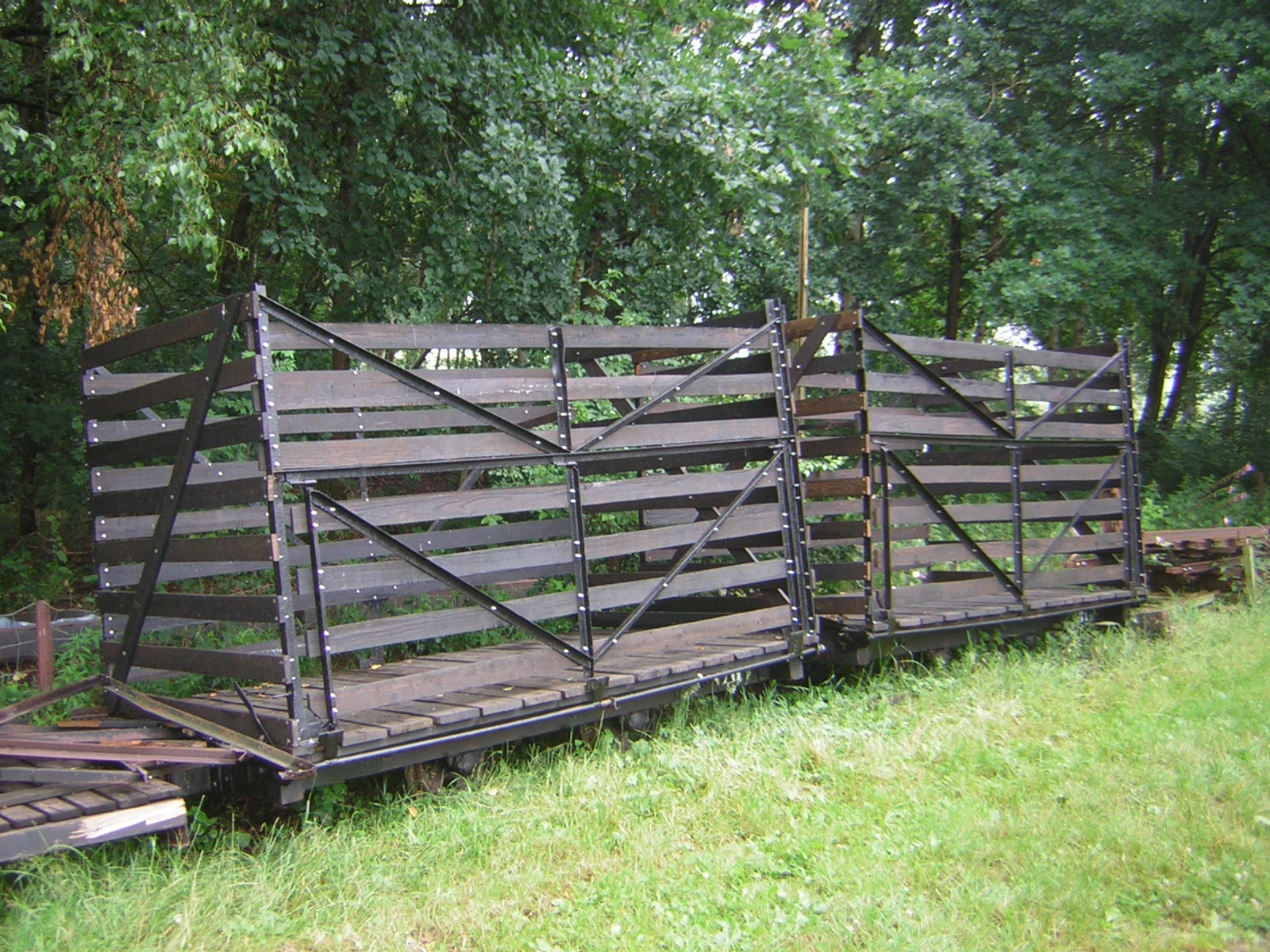
Bolsterwagens voor het vervoer van bolsterturf bij de Griendtsveen Turfstrooisel Maatschappij

Bij de turfwinning in Zuidoost-Drenthe is eveneens gebruikgemaakt van smalspoor. Hier werden 900 mm-lijnen aangelegd om turf en turfstrooisel uit het veengebied af te voeren. Het smalspoor was het belangrijkste transportmiddel.In het Amsterdamsche Veld lag een smalspoorlijn van 18 kilometer lengte door het veen, tot in Schöninghsdorf in Duitsland. Deze lijn had bovendien allerlei aftakkingen. Deze lijn is tot 1983 gebruikt. In het Industrieel Smalspoor Museum in Erica zijn hiervan restanten te zien. In Duitsland is zijn nog diverse lijnen in gebruik. Net over de grens met Nederland ligt het grootste netwerk van Europa Feldbahn Rühlermoor (120 km lang).
In het Veenpark te Barger-Compascuum ligt smalspoor met spoorwijdte van 700 mm door het veengebied, geëxploiteerd door de Eerste Drentse vereniging van Stoomliefhebbers. In het veenmuseum Vriezenveenseveld bij Vriezenveen in Twente rijdt een veentrein met een-, twee- en viercilindermachines. 
Vergelijkbaar materieel werd ook gebruikt in de Limburgse Peel.
Tussen 2018 en 2023 was er veldspoor met railfietsen in gebruik op het Holtingerveld.
In Ierland was er een turf-veldspoornet van 2000 km lengte, dat daarmee langer was dan het net van de Ierse spoorwegen. In 2020 werd de laatste veencentrale stilgelegd.

## Veldspoorfabrikanten
- Decauville
- Deutz
- DIEMA
- Du Croo & Brauns
- Gmeinder
- Hatlapa
- Henschel & Sohn
- GE Jenbacher
- Arnold Jung Lokomotivfabrik
- Kröhnke
- Lokomotivbau Karl Marx Babelsberg
- Moës
- Motor Rail & Tramcar Co Ltd bekend van de "Simplex" locomotieven.
- Orenstein & Koppel
- Ruston & Hornsby
- SCHÖMA
- Simplex (Nederland) automobiel- en motorfabrikant die enkele smalspoor railauto's heeft gebouwd.[9][10]
- Spoorijzer
- Strüver Aggregatebau KG
- Whitcomb Locomotive Works

## Musea in Nederland met veldspoor
Voormalig
- In de Engbertsdijksvenen bij Kloosterhaar reed (van 1999 t/m 2005) een excursietreintje van Staatsbosbeheer op smalspoor dat voorheen voor de turfwinning werd gebruikt.
- Pony- en Motortram 't Joppe
- Stichting Stoomcentrum Zeeland
- Decauville Spoorweg Museum

Actueel
- Amsteltrein

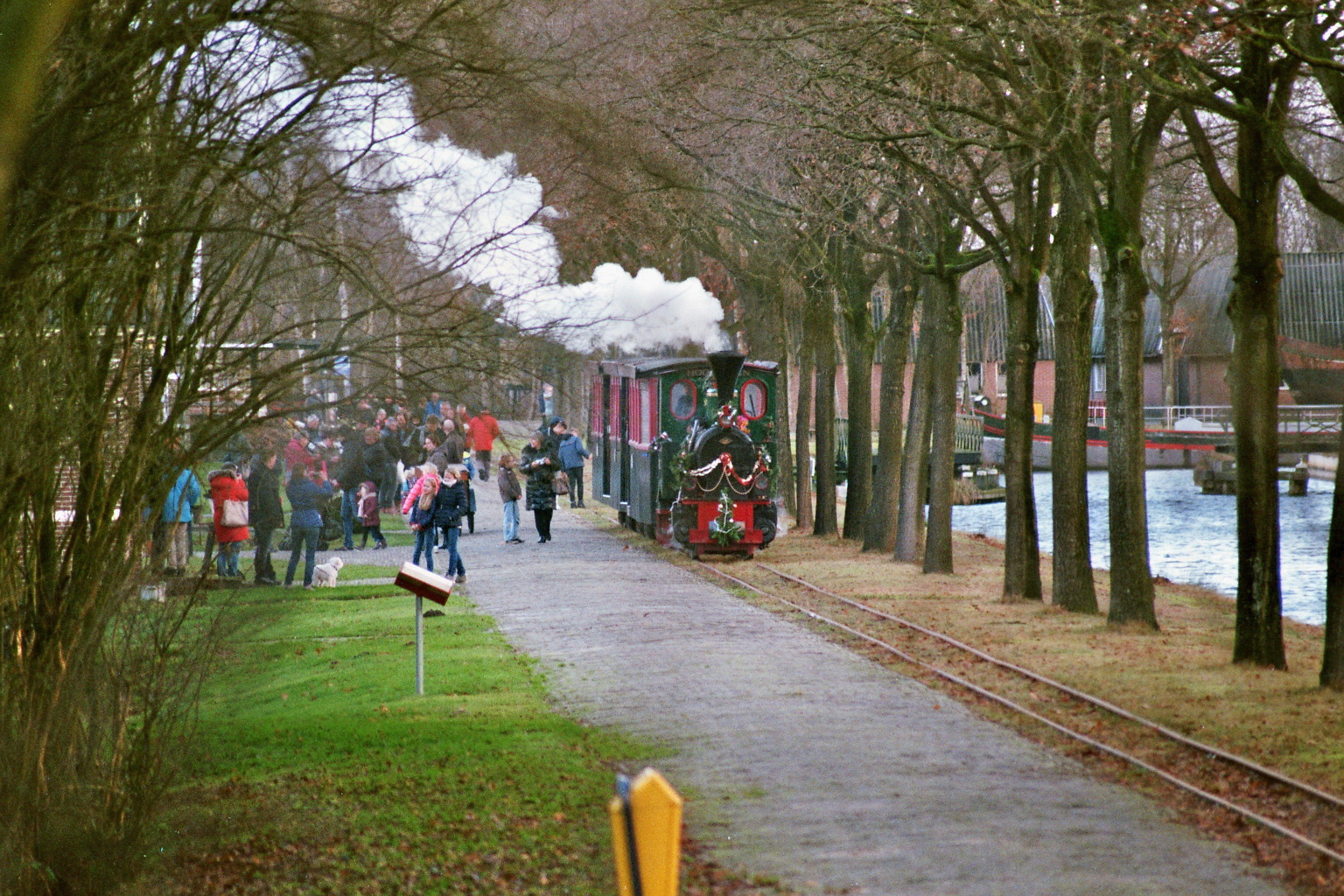
Veldspoor in het Veenpark.

- EDS in het Veenpark te Barger-Compascuum
- Gelderse Smalspoor Stichting
- Industrieel Smalspoor Museum
- Museum steenfabriek De Werklust
- Museum steenfabriek De Panoven
- Stichting Rijssens Leemspoor
- Stichting Veldspoor
- Stoomtrein Katwijk Leiden, voorheen Stoomtrein Valkenburgse Meer
- Veenmuseum Vriezenveenseveld